# Кенгуру Люмхольтца
Кенгуру Люмхольтца, или кенгуру Лумхольтца (лат. Dendrolagus lumholtzi) — древесный кенгуру. Назван в честь норвежского натуралиста Карла Люмхольтца (1851—1922).
Живёт во влажных тропических лесах (часто и во вторичных лесах) на северо-востоке штата Квинсленд, Австралия на высоте от 0 до 1600 метров над уровнем моря. Ведёт ночной образ жизни, скрытен и территориальный. Питается фруктами и листьями различных растений тропического леса. Верхние части тела сероватые или оливково-желто-коричневые, низ белый, стопы черноватые.
Подсчитано, что кенгуру Люмхольтца проводит только 2 % своего времени на земле, остальное время в среднем и высоком ярусах древесного покрова. Относительно солитарный. Домашние ареалы самок перекрываются с домашними ареалами самцов. Несколько самок с одним малышом могут вместе находиться в неволе, но двое самцов в присутствии самки будут яростно сражаться.
Вид обитает на территории влажных лесов Квинсленда, признанных ЮНЕСКО Всемирным наследием. В сельскохозяйственных районах, в которых живёт вид, основными угрозами являются хищничество собак и гибель на дорогах.